# 1754年の相撲
1754年の相撲（1754ねんのすもう）は、1754年の相撲関係のできごとについて述べる。

## 興行
- 5月場所（大坂相撲）[1]
  - 興行場所:大坂南堀江
- 5月場所（京都相撲）[2]
  - 興行場所:二条東畑地
  - 6月26日（旧5月6日）より興行
- 8月場所（京都相撲）[2]
  - 興行場所:二条川東畑地